# Annabelle Selldorf

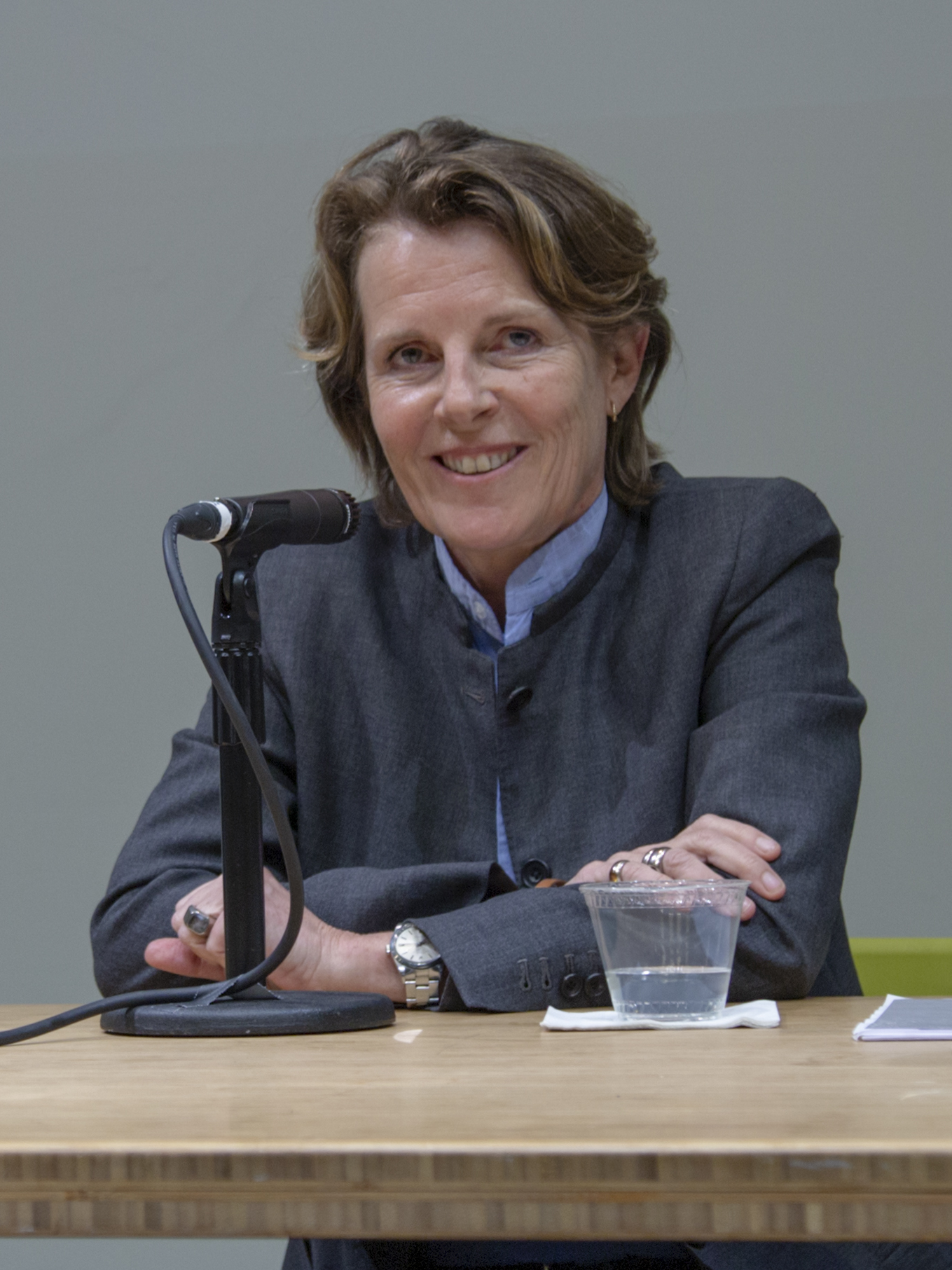
Annabelle Selldorf, 2019

Annabelle Selldorf (* 5. Juli 1960 in Köln) ist eine deutsche Architektin, Designerin und Innenarchitektin. Sie lebt und arbeitet seit Beginn ihres Studiums überwiegend in New York City.

## Leben
Annabelle Selldorf ist die Tochter des Kölner Designers und Architekten Herbert Selldorf. Ihre Großmutter Ludovica Seligmann hatte bereits in den 1950er Jahren ein Geschäft für Inneneinrichtung mit dem Namen Vica. Unter dieser Bezeichnungen vertreibt Selldorf noch heute Möbel und Einrichtungsgegenstände nach eigenen Entwürfen und denen ihres Vaters.
Selldorf schloss die Studien am Pratt Institute im New Yorker Stadtbezirk Brooklyn mit einem Bachelor of Architecture ab und ging danach an die Syracuse University of Florence in Florenz. Dort erwarb sie einen Master of Architecture.
Selldorf wurde 2001 mit ihren Entwürfen zur Renovierung und dem Umbau eines historischen Stadtpalais für die Neue Galerie New York Museum for German and Austrian Art in der Upper East Side von Manhattan bekannt. In den vergangenen 25 Jahren konnte sie Dutzende von Entwürfen sowohl in den USA als auch in Europa verwirklichen, die sowohl Wohnbauten, Inneneinrichtung für Bibliotheken, Museen, Kunstgalerien und Verkaufsräume etc. als auch zum Beispiel eine Abfallbehandlungsanlage in Brooklyn umfassten.
Selldorf führt ihr Architekturbüro am New Yorker Broadway mit der Bezeichnung Selldorf Architects. Sie ist Fellow des American Institute of Architects in Washington, D.C. und wurde 2012 in Manhattan zum Mitglied (NA) der National Academy of Design gewählt.

## Preise und Auszeichnungen
- Medal of Honor des American Institute of Architects, New York Chapter.
- 2017 Mitglied der American Academy of Arts and Letters.[3]

## Ausgeführte Projekte
- Umbau der Neue Galerie New York Museum for German and Austrian Art, Manhattan, New York City, eines 1914 von der Architektengemeinschaft Carrère & Hastings errichteten Gebäudes.
- Sterling and Francine Clark Art Institute, Williamstown (Massachusetts), USA.
- Institute for the Study of the Ancient World der New York University, Manhattan, New York City.
- Sunset Park Material Recovery Facility, 30th Street Pier, Brooklyn, New York City. Abfallbehandlungsanlage.
- 200 11th Avenue, Manhattan, New York City. Wohnhochhaus mit Autoparkplatz vor der Wohnungstür.[4]
- 520 West 19th Street, Manhattan, New York City, Wohnhochhaus.
- 10 Bond Street, Manhattan, New York City. Wohnhaus.
- 415 West 13th Street, Meatpacking District, Manhattan, New York City. Aufstockung und Umbau eines früheren Lagerhauses für gemischte Nutzung.
- Innenausstattung des Urban Glass House, 330 Spring Street, SoHo (Manhattan), New York City. (2005)Architekt: Philip Johnson.
- Galerie David Zwirner, West 20th Street, Manhattan, New York City.
- Galerie Hauser & Wirth, Manhattan, New York City.
- Michael Werner Gallery, East 77th Street, Upper East Side, Manhattan, New York City.
- Haunch of Venison, London. Umbau der Galerie im Jahre 2011.
- Acquavella Galleries, Manhattan, New York City. Umbau.
- Berg'n, Umbau einer ehemaligen Garage in einen Biergarten in Crown Heights, Brooklyn, New York City.
- Fondazione Ortamila, Venedig. Umbau eines mittelalterlichen Gebäudes zum Gästehaus der Stiftung.
- Le Stanze del Vetro: Umbau zum Museum eines ehemaligen Internats auf der venezianischen Insel San Giorgio Maggiore durch die Fondazione Giorgio Cini.
- Boutique für Yves Saint Laurent in Paris, Rue de Grenelle.
- Umbau zu einer Galerie der früheren Residenz des Bischofs von Ely in London aus dem Jahre 1772 für die Londoner Dependance der Galerie Thaddaeus Ropac.
- Innenausstattung des Wohnwolkenkratzers Sven, Queens, New York City.
- Umbau und Erweiterung der Frick Collection, New York City
- Umbau der National Gallery (London) zum 200. Jubiläum des Museums (Projekt NG200)[5]
- Wohnkomplex One Domino Square in Williamsburg, Brooklyn (2024)